# إبراهيم الموسوي القزويني
السيد إبراهيم بن محمّد باقر الموسوي القزويني المعروف بـصاحب الضوابط (1799 - 15 سبتمبر 1848) فقيه شيعي إيراني - عراقي ويعد من أشهر أعلام أسرة آل القزويني العلمية في كربلاء.

## سيرته
هو إبراهيم بن محمد باقر بن عبد الكريم الموسوي الحائري القزويني. ولد عام 1214 هـ/ 1799 م في مدينة قزوين وتعلم بكرمانشاه اولا ثم سكن كربلاء وتعلم بها وبرز في الأصول. تعلم علی علي كاشف الغطاء في النجف أيضا ثم عاد إلی كربلاء وتصدر للتدريس. من تلامذته:زين العابدين البار فروشي المازندراني، السيد حسين الترك. السيد أسد الله نجل حجة الإسلام، مهدي الكجوري، السيد أبو الحسن التنكابني، محمد كريم اللاهيجي، عبد الحسين الطهراني، علي محمد التركي، علي الكني، ميرزا محمد حسين الساروي.

ثم صار مرجعًا دينيًا بارزًا. توفي بسبب الكوليرا في 17 شوال 1264 أو 1262/ 15 سبتمبر 1848 ودفن في كربلاء بالحرم الحسيني.

## مؤلفاته
- «ضوابط الأصول»، في يناير 2017، أفادت شعبة إحياء التراث الثقافي والديني في العتبة الحسينية المقدسة بأنها كحصلت على المخطوطة الكاملة لهذا الكتاب.[4]
- «دلائل الأحكام في شرح شرائع الإسلام»
- «نتائج الأفكار في الأصول الفقه»

وله رسالات في:
- الحجية الظن
- مناسك الحج
- الغيبة
- الصلاة الجمعة
- قواعد الفقهية